# Noa K. Ha
Noa K. Ha (* 1974 in Westdeutschland) ist eine deutsche Stadt-, Migrations- und Rassismusforscherin mit dem Fokus Berlin.

## Leben
Ha hat eine Ausbildung zur Landschaftsgärtnerin absolviert. Anschließend studierte sie Landschaftsplanung an der Technische Universität Berlin. Dort promovierte sie über Informalität und Rassismus am Beispiel des Straßenhandels in Berlin. Nach der Promotion arbeitete Ha im Rahmen des internationalen Graduiertenkollegs Die Welt in der Stadt als Post-Doc am Center for Metropolitan Studies an der Technische Universität Berlin.
Ha leitete von 2018 bis 2020 an der Technischen Universität Dresden als Geschäftsführerin und Nachwuchsforschungsgruppenleiterin das Zentrum für Integrationsstudien. Zuvor lehrte sie an der TU Berlin und HU Berlin zu Themen wie Postkoloniale Stadt, Diaspora, Gender, Urbanität und Informalität sowie Stadt- und Raumsoziologie aus postkolonialer, dekolonialer und rassismuskritischer Perspektive.
Seit September 2002 ist sie Wissenschaftliche Geschäftsführung Deutsches Zentrum für Integrations- und Migrationsforschung.

## Forschungsthesen
Ha verknüpft Management- und Forschungserfahrung in Ost- und Westdeutschland. Eine These zu Migration mit Bezug auf Ost- und Westdeutschland von Ha ist, dass die Realität der ostdeutschen Migrationsgesellschaft zu wenig benannt werde. Es sei nötig, die Migration nach Ostdeutschland expliziter zu machen, da es keine Gastarbeitergeschichte sei, sondern eine andere Migrationsgeschichte. Es habe verschiedenste Migrationswege in die DDR gegeben, nicht nur die der Vertragsarbeiter, sondern auch die mit politischem Asyl oder Personen, die an Ausbildungsprogrammen zwischen sozialistischen Brüderstaaten teilgenommen haben. In Berlin könne man beobachten, dass die zweite Generation nun Restaurants eröffnet und keine einfachen Imbisse. Es gäbe Verschiebungen, dass andere ökonomische Segmente bedient werden. Dennoch gebe es einen Unterschied in der Auseinandersetzung mit Rassismus und rechtsextremen Strukturen, der in ostdeutschen Bundesländern sehr viel dezidierter stattfinden würde. Es brauche Ha zufolge mehr Austausch zwischen den ostdeutschen und westdeutschen migrantischen Communities, um eine Pluralisierung der bundesdeutschen Migrationsnarrative zu erlangen.

## Ehrenamtliches Engagement
Ha engagiert sich bei Korientation e.V., einem asiatisch-deutschen Netzwerk und im Vorstand des Migrationsrat Berlin e.V.

## Publikationen
- Ha, Noa K.: Informeller Straßenhandel in Berlin: Urbane Raumproduktion zwischen Störung und Attraktion, 2009, ISBN 3-86573-097-3, 9783865730978.
- Ha, Noa K.: Städtische Episteme dekolonisieren: Europa und die Europäische Stadt nach 1989 als koloniale Ordnung, Sammelbandbeitrag, 2023, ISBN 978-3-8376-5622-0.
- Ha, Noa K. & Picker, Giovanni (Hrsg.): European cities: Modernity, race and colonialism, Manchester University Press, 2023, JSTOR